# Schwaikheim
Schwaikheim é um município da Alemanha, no distrito de Rems-Murr, na região administrativa de Estugarda , estado de Baden-Württemberg.